# Thomas Schopf
Thomas Schopf (* 3. November 1989) ist ein österreichischer Naturbahnrodler. Zu seinen bisher größten Erfolgen zählen neben einem Juniorenweltmeistertitel im Doppelsitzer und einem Junioreneuropameistertitel im Einsitzer der Gewinn zwei Silber- und zwei Bronzemedaillen bei Weltmeisterschaften sowie der Gewinn zweier Silbermedaillen bei Europameisterschaften. Im Weltcup gelangen ihm bisher zwei Siege und in den Saisonen 2008/2009 und 2009/2010 der zweite Gesamtrang im Einsitzer-Weltcup. Seine Cousins Wolfgang, Andreas und Christian sowie seine Schwester Sandra waren bzw. sind ebenfalls Naturbahnrodler.

## Karriere
In der Juniorenklasse bildete Thomas Schopf zusammen mit seinem um ein Jahr älteren Cousin Christian ein Doppelsitzerpaar, das bereits bei seiner ersten Juniorenweltmeisterschaft 2004 in Kindberg die Goldmedaille gewann. Bis 2007 starteten sie gemeinsam bei Juniorenmeisterschaften und gewannen noch die Bronzemedaille bei der Juniorenweltmeisterschaft 2006, blieben aber bei den Junioreneuropameisterschaften 2005 und 2007 als Vierte bzw. Fünfte knapp hinter den Medaillenrängen.
Bei der Junioren-EM 2005 war Schopf erstmals auch im Einsitzer am Start und erzielte dabei den siebenten Rang. Für eine große Überraschung sorgte er bei der Europameisterschaft 2006 in Umhausen, wo er erstmals in der Allgemeinen Klasse startete und auf Anhieb den zweiten Platz erreichte. Kurz danach gewann er bei der Junioren-WM die Bronzemedaille. Daraufhin kam er in den letzten drei Rennen der Saison 2005/2006 zu seinen ersten Weltcupeinsätzen, bei denen sein bestes Ergebnis ein achter Platz beim Finale in Oberperfuss war. Im Winter 2006/2007 startete Schopf nicht im Weltcup, erst in der Saison 2007/2008 bestritt er wieder drei Weltcuprennen, wobei ein sechster Platz in Umhausen sein bestes Resultat war. Bei der Juniorenweltmeisterschaft 2008 in Latsch wurde er Fünfter, aber die mannschaftsinterne Qualifikation für die Europameisterschaft 2008 in Olang gelang ihm nicht.
Nachdem Schopf bereits 2006 Vizeeuropameister geworden war, aber in den letzten zwei Jahren nicht ganz an diesen Erfolg anschließen konnte, gelang ihm in der Saison 2008/2009 der endgültige Durchbruch an die Weltspitze. Schopf fuhr in fünf von sechs Weltcuprennen auf das Podium, erzielte dabei drei zweite und zwei dritte Plätze und erreichte im Gesamtweltcup hinter dem italienischen Seriensieger Patrick Pigneter den zweiten Platz. Auch bei den Medaillenentscheidungen dieses Winters konnte er seine Form bestätigen: Im Februar 2009 wurde er in Longiarü Junioreneuropameister und kurz darauf gewann er bei der Weltmeisterschaft in Moos in Passeier die Bronzemedaille im Einsitzer und zusammen mit Melanie Batkowski und seinen Cousins Christian und Andreas die Silbermedaille im Mannschaftswettbewerb.
Zu Beginn der Saison 2009/2010 feierte Schopf in Nowouralsk bei Jekaterinburg seine ersten beiden Weltcupsiege. Danach kam er aber nur noch einmal unter die besten fünf, konnte aber seinen zweiten Platz im Gesamtweltcup verteidigen. Bei der Europameisterschaft 2010 in St. Sebastian erzielte er nur den siebenten Rang. Beim Saisonfinale in Garmisch-Partenkirchen bestritt er mit Andreas Schöpf sein erstes Weltcuprennen im Doppelsitzer. Sie belegten den achten Platz. In der Saison 2010/2011 erreichten die beiden drei Top-5-Platzierungen im Doppelsitzer, womit sie Siebte im Gesamtweltcup wurden. Im Einsitzer fuhr Thomas Schopf in drei Weltcuprennen unter die schnellsten fünf, blieb aber ohne Podestplatz. Im Gesamtweltcup belegte er den fünften Platz. Sein schlechtestes Saisonergebnis erzielte er bei der Weltmeisterschaft 2011 in Umhausen. Dort kam er nur auf den 14. Platz. Im Doppelsitzer startete das Duo Schopf/Schöpf nicht bei der WM.
In der Saison 2011/2012 nahm Schopf nur an zwei Weltcuprennen im Einsitzer teil, weshalb er im Gesamtweltcup weit zurückfiel. Im Doppelsitzer startete er mit Andreas Schöpf wie im Vorjahr in vier der sechs Weltcuprennen, wobei das Duo mit Platzierungen um Rang sechs auf den zehnten Gesamtrang kam. Bei der Europameisterschaft 2012 war Schopf nicht im Doppelsitzer am Start, dafür erreichte er im Mannschaftswettbewerb den zweiten und im Einsitzer den vierten Rang.
Neben dem Naturbahnrodeln nimmt Schopf im Sommer auch an Wettbewerben im Rollenrodeln, sowohl im Einsitzer als auch im Doppelsitzer, teil. Bei Österreichischen Meisterschaften und in der Gesamtwertung des Austrian Rollenrodelcups kam er bereits mehrmals unter die besten drei. 2012 gewann er im Doppelsitzer mit Christina Götschl die österreichische Meisterschaft im Rollenrodeln und die Gesamtwertung des Rollenrodelcups, letztere auch im Einsitzer.

## Erfolge

### Weltmeisterschaften
- Moos in Passeier 2009: 3. Einsitzer, 2. Mannschaft
- Umhausen 2011: 14. Einsitzer
- Deutschnofen 2013: 2. Einsitzer, 3. Doppelsitzer

### Europameisterschaften
- Umhausen 2006: 2. Einsitzer
- St. Sebastian 2010: 7. Einsitzer
- Nowouralsk 2012: 4. Einsitzer, 2. Mannschaft

### Juniorenweltmeisterschaften
- Kindberg 2004: 1. Doppelsitzer
- Garmisch-Partenkirchen 2006: 3. Einsitzer, 3. Doppelsitzer
- Latsch 2008: 5. Einsitzer

### Junioreneuropameisterschaften
- Kandalakscha 2005: 4. Doppelsitzer, 7. Einsitzer
- St. Sebastian 2007: 5. Doppelsitzer, 9. Einsitzer
- Longiarü 2009: 1. Einsitzer

### Weltcup
- 2. Rang im Einsitzer-Gesamtweltcup in den Saisonen 2008/2009 und 2009/2010
- 9 Podestplätze im Einsitzer, davon 2 Siege:

| Datum             | Ort        | Land     | Disziplin |
| ----------------- | ---------- | -------- | --------- |
| 17. Dezember 2009 | Nowouralsk | Russland | Einsitzer |
| 20. Dezember 2009 | Nowouralsk | Russland | Einsitzer |